# Чеботариха
Чеботариха — село в Куйтунском районе Иркутской области России. Административный центр Чеботарихинского сельского поселения.

## География
Село находится на расстоянии примерно 25 км к западу от рабочего посёлка Куйтун, административного центра района.

## История
Сведения о дате основания села разнятся. По одним данным это конец 80х начало 90х годов 19 века, по другим  начало существование с 1896г.
История названия села тоже имеет несколько версий:
- Основатель села был сапожником - шил чёботы
- В деревне жил ссыльный революционер, по фамилии Чеботарёв
- Название деревни произошло от того, что первый житель носил фамилию Чеботарёв. Примечательно, что эту версию поддерживают многие жители Чеботарихи.

Переселенцы из Орловской губернии были первыми жителями села. Это были братья Мартыновы, Соломатины и Курилины. Позже на освоение земель потянулись жители других губерний Российской империи. Им выделяли наделы земли, где  не было ни одного дома, а стоял только сплошной лес. К 1905 году село насчитывало 450 человек.
В 1911 году начала действовать Чеботарихинская школа.
К 1920 году в селе  появились шерстобитка, где сбивали шерсть, водяная мельница, пасека и молотилка.
В 1930-е годы в Чеботарихе образовали колхоз.«имени В.И. Ленина», в те же года была открыта изба-читальня с фондом 50 экземпляров и газетами.
В 1949 году Чеботарихинская школа  из четырёхлетней была преобразована в семилетнюю.
В 1950- е года наряду с уже работающей овцефермой, молочно- товарной и свинофермой открывается птицеферма.
В 1956г. построена больница –стационар на 50 коек и амбулатория.
В 1960-е годы село полностью электрифицировано, построено здание под радиоузел, почту, телеграф. 
1965 год – открыта аптека.
В 1967г. построен новый дом культуры. В этом же здании находится и библиотека.
В 1968 году  был установлен памятник 55 жителям села, не вернувшихся с Великой Отечественной войны.
В 1970-х годах сданы в эксплуатацию магазины промышленных и продовольственных товаров, колхозная столовая на 100-120 человек.
В 1973 году построена новая кирпичная  школа на 480 мест, которая начала строиться в конце 60-х годов.
В период с 1970 по 1980 года, в село обрело  две новых улицы.
В 1979 году построен детский сад «Ромашка» на 50 мест для детей от полутора до шести лет.
В 1985 году  сдан в эксплуатацию машинный двор для ремонта сельскохозяйственной техники.
В 1987 году открыто колхозное общежитие на 30 человек.
В 1988 году  построен колхозный магазин и сберкасса.

## Население
| 2002 | 2010 | 2011 | 2012 |
| ---- | ---- | ---- | ---- |
| 872  | ↘779 | ↘776 | ↘755 |

### Половой состав
По данным Всероссийской переписи, в 2010 году в селе проживало 779 человек (389 мужчин и 390 женщин).